# Santa Casa de Misericórdia do Recife
A Santa Casa de Misericórdia do Recife é uma entidade filantrópica e privada situada na cidade brasileira do Recife, capital de Pernambuco. Sua instalação data de 1858 e sua história está ligada à da Santa Casa de Misericórdia de Olinda, primeiro hospital do Brasil, fundado no ano de 1539.
O Hospital Santo Amaro (HSA) é onde funciona a sede da Santa Casa Recife, mas a entidade mantém outras instituições nas áreas de Saúde, Educação e Assistência Social em Pernambuco, tais como o Instituto de Cegos Antonio Pessôa de Queiroz (IAPQ), o Centro Geriátrico Padre Venâncio, escolas e educandários, cujos serviços são voltados para as pessoas em situação de vulnerabilidade.

## Informações gerais
A Santa Casa de Misericórdia do Recife foi oficialmente instalada na capital pernambucana pela Lei Provincial nº 450 de 1858. Sua inauguração, entretanto, registra-se em 29 de julho de 1860, e na semana seguinte ocorre a incorporação da Santa Casa de Misericórdia de Olinda à entidade recifense.
Subordinada à autoridade eclesiástica da Arquidiocese de Olinda e Recife, a Santa Casa do Recife é uma organização civil, sem fins lucrativos com fins assistenciais. A entidade ampliou suas atividades, e hoje oferece serviços nas áreas de saúde, educação e assistência social. O objetivo principal dos serviços desenvolvidos fundamenta-se na disponibilidade dos serviços de saúde, conforme preconiza o SUS, além dos serviços de assistência social como habilitação e reabilitação de pessoas com deficiência visual, proteção social ao idoso através de Instituição de Longa Permanência e atividades socioeducativas destinadas às crianças e adolescentes em situação de vulnerabilidade social.

## Unidades
- Hospital Santo Amaro
- UPA Torrões Dulce Sampaio (Organização Social)
- Hospital Regional Fernando Bezerra (Organização Social)
- Centro Geriátrico Padre Venâncio
- Abrigo São Francisco de Assis
- Instituto Antônio Pessoa de Queiroz
- Colégio Santa Luísa de Marillac
- Educandário São Joaquim
- Educandário Santa Tereza
- Educandário Magalhães Bastos
- Educandário Casa da Providência